# Viviane Araújo (lutadora)
Viviane Araújo Gomes (Ceilândia, 21 de novembro de 1986) é uma lutadora brasileira de artes marciais mistas, atualmente competindo no peso mosca feminino do Ultimate Fighting Championship.

## Biografia
Araújo jogava futebol quando criança e passava maior parte do dia na rua para fugir dos problemas em casa após testemunhar seu pai alcoólatra agredir sua mãe diariamente. Ela começou a treinar Jiu Jitsu e se apaixonou pelo esporte, o que a fez ter um grande interesse em começar uma carreira nas artes marciais mista.

## Carreira no MMA

### Ultimate Fighting Championship
Araújo fez sua estreia no UFC contra Talita Bernardo, em 11 de maio de 2019 no UFC 237: Namajunas vs. Andrade. Ela venceu por nocaute no terceiro round.
Sua segunda luta veio em 27 de julho de 2019 no UFC 240: Holloway vs. Edgar, contra Alexis Davis. Ela venceu por decisão unânime.
Araújo enfrentou Jessica Eye em 14 de dezembro de 2019 no UFC 245: Usman vs. Covington Ela perdeu a luta por decisão unânime.

## Cartel no MMA
| Cartel no MMA   |             |            |
| 19 lutas        | 13 vitórias | 6 derrotas |
| Por nocaute     | 3           | 1          |
| Por finalização | 4           | 0          |
| Por decisão     | 6           | 5          |

| Res.    | Cartel | Oponente                     | Método                               | Evento                              | Data       | Round | Tempo | Local                   | Notas                                          |
| ------- | ------ | ---------------------------- | ------------------------------------ | ----------------------------------- | ---------- | ----- | ----- | ----------------------- | ---------------------------------------------- |
| Vitória | 13–6   | Karine Silva                 | Decisão (unânime)                    | UFC 309                             | 16/11/2024 | 3     | 5:00  | New York City, New York |                                                |
| Derrota | 12–6   | Natália Silva                | Decision (unanimous)                 | UFC Fight Night: Dolidze vs. Imavov | 03/02/2024 | 3     | 5:00  | Las Vegas, Nevada       |                                                |
| Vitória | 12–5   | Jennifer Maia                | Decisão (unânime)                    | UFC Fight Night: Yusuff vs. Barboza | 14/10/2023 | 3     | 5:00  | Las Vegas, Nevada       |                                                |
| Derrota | 11–5   | Amanda Ribas                 | Decisão (unânime)                    | UFC 285                             | 04/03/2023 | 3     | 5:00  | Las Vegas, Nevada       |                                                |
| Derrota | 11–4   | Alexa Grasso                 | Decisão (unânime)                    | UFC Fight Night: Grasso vs. Araújo  | 15/10/2022 | 5     | 5:00  | Las Vegas, Nevada       |                                                |
| Vitória | 11–3   | Andrea Lee                   | Decisão (unânime)                    | UFC on ESPN: Błachowicz vs. Rakić   | 14/05/2022 | 3     | 5:00  | Las Vegas, Nevada       |                                                |
| Derrota | 10-3   | Katlyn Chookagian            | Decisão (unânime)                    | UFC 262: Oliveira vs. Chandler      | 15/05/2021 | 3     | 5:00  | Houston, Texas          |                                                |
| Vitória | 10-2   | Roxanne Modafferi            | Decisão (unânime)                    | UFC on ESPN: Chiesa vs. Magny       | 20/01/2021 | 3     | 5:00  | Abu Dhabi               |                                                |
| Vitória | 9-2    | Montana De La Rosa           | Decisão (unânime)                    | UFC Fight Night: Overeem vs. Sakai  | 05/09/2020 | 3     | 5:00  | Las Vegas, Nevada       |                                                |
| Derrota | 8–2    | Jessica Eye                  | Decisão (unânime)                    | UFC 245: Usman vs. Covington        | 14/12/2019 | 3     | 5:00  | Las Vegas, Nevada       |                                                |
| Vitória | 8–1    | Alexis Davis                 | Decisão (unânime)                    | UFC 240: Holloway vs. Edgar         | 27/07/2019 | 3     | 5:00  | Edmonton, Alberta       | Estreia no Peso Mosca.                         |
| Vitória | 7–1    | Talita Bernardo              | Nocaute (soco)                       | UFC 237: Namajunas vs. Andrade      | 11/05/2019 | 3     | 0:48  | Rio de Janeiro          | Estreia no Peso Galo.                          |
| Vitória | 6–1    | Emi Fujino                   | Nocaute técnico (interrupção médica) | Pancrase 298                        | 05/08/2018 | 3     | 0:19  | Tókio                   | Ganhou o Cinturão Peso Palha Vago do Pancrase. |
| Vitória | 5–1    | Ayaka Miura                  | Nocaute técnico (lesão)              | Pancrase 290                        | 08/10/2017 | 1     | 5:00  | Tókio                   |                                                |
| Vitória | 4–1    | Deize Mayelem de Lima Araújo | Finalização (chave de braço)         | Iron Fight Combat 11                | 29/07/2017 | 1     | 4:27  | Feira de Santana        |                                                |
| Derrota | 3–1    | Sarah Frota                  | Nocaute técnico (socos)              | NP Fight Brazil 6                   | 15/04/2017 | 1     | 2:11  | Goiânia                 | Pelo Cinturão Peso Palha do NPF.               |
| Vitória | 3–0    | Elaine Leal                  | Finalização (chave de braço)         | Jungle Fight 90                     | 03/09/2016 | 3     | 2:38  | São Paulo               |                                                |
| Vitória | 2–0    | Bianca de Araújo Carvalho    | Finalização (chave de braço)         | Federal Gladiators Combat 1         | 07/11/2015 | 1     | 3:55  | Brasília                |                                                |
| Vitória | 1–0    | Ana Karla Morais             | Finalização (chave de calcanhar)     | Fight K: Aguia                      | 11/10/2015 | 1     | 3:35  | Gama                    | Estreia no Peso Palha.                         |